# Ґарново
Ґарново (пол. Garnowo) — село в Польщі, у гміні Хойна Грифінського повіту Західнопоморського воєводства.
Населення — 61 особа (2011).
У 1975-1998 роках село належало до Щецинського воєводства.

## Демографія
Демографічна структура станом на 31 березня 2011 року:
|          | Загалом | Допрацездатний вік | Працездатний вік | Постпрацездатний вік |
| -------- | ------- | ------------------ | ---------------- | -------------------- |
| Чоловіки | 34      | 5                  | 23               | 6                    |
| Жінки    | 27      | 5                  | 15               | 7                    |
| Разом    | 61      | 10                 | 38               | 13                   |